# Polskie Rozgłośnie Akademickie
Polskie Rozgłośnie Akademickie (Porozumienie Rozgłośni Akademickich) – porozumienie redaktorów naczelnych polskich koncesjonowanych nadawców akademickich. Powstało w 2003 roku. Stacje radiowe prowadzone są przez uczelnie publiczne, wyjątek stanowi krakowska Radiofonia, której koncesjonariuszem jest fundacja powołana przez kilka szkół wyższych, a producentem programu jest Grupa RMF.
W skład porozumienia wchodzą:
1. Akademickie Radio Centrum w Rzeszowie (Politechnika Rzeszowska)
2. Akademickie Radio Centrum w Lublinie (Uniwersytet Marii Curie-Skłodowskiej)
3. Radio Afera w Poznaniu (Politechnika Poznańska)
4. Radio Akadera w Białymstoku (Politechnika Białostocka)
5. Akademickie Radio Index w Zielonej Górze (Uniwersytet Zielonogórski)
6. Akademickie Radio Kampus w Warszawie (Uniwersytet Warszawski)
7. Akademickie Radio Luz we Wrocławiu (Politechnika Wrocławska)
8. Radio UWM FM w Olsztynie (Uniwersytet Warmińsko-Mazurski)
9. Studenckie Radio Żak Politechniki Łódzkiej w Łodzi (Politechnika Łódzka).
10. Radiofonia w Krakowie (Fundacji Krakowskiego Radia Akademickiego Żak) – 8 krakowskich uczelni

Rozgłośnie działające w ramach sieci mają zróżnicowany format muzyki. Wszystkie grają na ogół muzykę alternatywną, głównie rock. Większość stacji prawie w ogóle nie nadaje przebojów prezentowanych w innych rozgłośniach. Zgodnie z koncesjami, wszystkie rozgłośnie nadają program wyspecjalizowany o charakterze akademickim. Publicystyka i informacja w większości stacji ogranicza się do wiadomości z życia uczelni. Tylko część rozgłośni ma charakter miejski.